# MUSIC WARDROBE
『MUSIC WARDROBE』（ミュージック・ワードローブ）は、日本のロックバンド・FIVE NEW OLDが2021年4月7日にワーナーミュージック・ジャパンから発売した、4枚目のフルアルバムである。

## 概要
前作「Emulsification」から約1年半ぶりとなるフルアルバムで、レーベルを移籍してから初となるCDリリース。
初回限定盤と通常盤の2形態で発売された。初回限定盤付属DVDには「ライブ会場抜け出して、あんな場所、こんな場所で演奏しよ。」というコンセプトのもと不定期で開催されているライブ「Current Location Concert」の新規ライブ映像やアルバム制作のドキュメンタリー映像が収録されている。
アルバムタイトルには、「聴く人が今日はどんな自分になろうかと、クローゼットから服を選ぶように、FIVE NEW OLDの音楽を選び、身にまとい、自分らしくいる時の相棒みたいになれたら嬉しい。」という意味が込められている。SHUN（Ba）は、「FIVE NEW OLDは時期によっても音楽性が異なるので、見る角度によっていろいろな風に見えるということで、『ホログラム』というキーワードが生まれ、その言葉がジャケットに反映されている。そこから派生して『MUSIC WARDROBE』というタイトルに決まった」と語っている。
今作は、前作までのように先にEPをリリースしてそこからアルバム製作に移行するという方法ではなく、アルバムを製作してそこから楽曲をシングルカットしていくという手法が取られた。
HIROSHIは、次作「Departure : My New Me」のリリース時に、今作を「ワーナー・ミュージック・ジャパンに来て、新しいチームで作った最初のアルバムで、タイアップも多かったので、すごく世の中に広まった作品だと思っていて。10周年というタイミングもあったから、『ここで集大成を作るぞ』みたいな気持ちもありました。ただ、そういう作品を作れた一方で、迷いも生じてたんですよね。たくさんの人に聴いてもらえるようになって、コアな音楽ファンだけじゃなく、一般の人にも聴いてもらう機会が増えたときに、僕らが伝えたいことを本当に正しく伝えられてるのかがわからなくなって、『何で音楽やってるんだっけ？』という感じになって……。」と振り返っている。
2021年4月から5月にかけて、今作を引っ提げたライブツアー「”MUSIC WARDROBE” Tour」が開催された。

## 収録楽曲
| 全作詞: Hiroshi Nakahara、全作曲・編曲: FIVE NEW OLD。 |                                                 |                  |              |       |
| #                                                      | タイトル                                        | 作詞             | 作曲・編曲   | 時間  |
| 1.                                                     | 「My House」                                    | Hiroshi Nakahara | FIVE NEW OLD | 01:59 |
| 2.                                                     | 「Summertime」                                  | Hiroshi Nakahara | FIVE NEW OLD | 03:39 |
| 3.                                                     | 「Hallelujah」                                  | Hiroshi Nakahara | FIVE NEW OLD | 03:18 |
| 4.                                                     | 「Breathin'」                                   | Hiroshi Nakahara | FIVE NEW OLD | 02:46 |
| 5.                                                     | 「Sleep in Till The Afternoon」                 | Hiroshi Nakahara | FIVE NEW OLD | 04:16 |
| 6.                                                     | 「Don't Be Someone Else」                       | Hiroshi Nakahara | FIVE NEW OLD | 03:45 |
| 7.                                                     | 「Obilvion」                                    | Hiroshi Nakahara | FIVE NEW OLD | 02:13 |
| 8.                                                     | 「How to Take My Heart Out」                    | Hiroshi Nakahara | FIVE NEW OLD | 03:57 |
| 9.                                                     | 「Nebula」                                      | Hiroshi Nakahara | FIVE NEW OLD | 01:17 |
| 10.                                                    | 「Chemical Heart (feat. Masato from coldrain)」 | Hiroshi Nakahara | FIVE NEW OLD | 03:48 |
| 11.                                                    | 「Knock Me Out」                                | Hiroshi Nakahara | FIVE NEW OLD | 02:32 |
| 12.                                                    | 「Plane Garden」                                | Hiroshi Nakahara | FIVE NEW OLD | 02:23 |
| 13.                                                    | 「Light Of Hope」                               | Hiroshi Nakahara | FIVE NEW OLD | 03:39 |
| 14.                                                    | 「Vent」                                        | Hiroshi Nakahara | FIVE NEW OLD | 04:18 |
| 15.                                                    | 「Moment」                                      | Hiroshi Nakahara | FIVE NEW OLD | 05:09 |
| 16.                                                    | 「Awakening ～ You」                            | Hiroshi Nakahara | FIVE NEW OLD | 03:32 |
| 合計時間:                                              | 合計時間:                                       | 52:39            |              |       |

## 楽曲解説
1. My House
2. Summertime
  - 配信限定EP「Summertime EP」にてシングルカットされた。
3. Hallelujah
  - デジタルシングルの表題曲。
4. Breathin' 
  - MVでは、「Breathin’=呼吸」をテーマに、コロナ禍での息苦しさや不安を、それぞれの解釈で解放していくストーリーが描かれている[8]。
  - イントロのギターフレーズはiPhoneのマイクでレコーディングした[9]。
  - タイアップ先[注釈 1]からの要望である『「By Your Side」や「Keep On Marching」をアップデートした楽曲』を目指して制作された[9]。
  - ミンティアを振ったときに鳴る音を加工して曲中で使用した[10][注釈 1]。
  - ベストアルバム『FiNO is』にも収録されている[11]。
5. Sleep in Till The Afternoon
  - HIROSHIは今作の中で印象深い曲として今曲を挙げている。ザ・キュアーに対する愛が溢れていて、リスペクトを込めたオマージュになっているとのこと[12]。
6. Don't Be Someone Else
  - デジタルシングルの表題曲。
7. Oblivion
  - インストゥルメンタル楽曲。
8. How to Take My Heart Out
9. Nebula
  - インストゥルメンタル楽曲。
10. Chemical Heart (feat.Masato from coldrain)
  - デジタルシングルの表題曲。
11. Knock Me Out
  - HIROSHI曰く、今作で最も歌詞が社会的な楽曲。コロナ禍で感じたフラストレーションを歌った曲[13]。
12. Plane Garden
  - インストゥルメンタル楽曲。
  - 実際に行われた誕生日会とその上空を飛んでいく飛行機の音が録音されている[10]。
  - 生楽器は一切使用していない[13]。
13. Light Of Hope
  - ベストアルバム『FiNO is』にも収録されている[11]。
14. Vent
  - デジタルシングルの表題曲。
15. Moment
  - バンド史上初となるバラード曲[12]。
  - HIROSHIが亡くなった祖母への想いが入った楽曲。歌詞に登場する「necklace of gold（金のネックレス）」はHIROSHIが祖母から貰ったもののことだという[14]。
  - ベストアルバム『FiNO is』にも収録されている[11]。
16. Awakening
  - インストゥルメンタル楽曲。
17. You
  - CDのみに収録されているシークレットトラック。前曲から約1分の無音の後再生される。
  - 歌詞カードには歌詞が記載されている。

## 収録映像作品
1. CURRENT LOCATION CONCERT
“Billboard Live” Session 2021 & Interview of MUSIC WARDROBE
  1. Don't Be Someone Else
  2. Chemical Heart
  3. My House
  4. Light Of Hope
  5. Sleep in Till The Afternoon
  6. Vent
  7. Hallelujah
2. CURRENT LOCATION CONCERT
Living Room Session
  1. Vent
3. CURRENT LOCATION CONCERT
Tokyo Bayside Rooftop Session
  1. Don't Be Someone Else
4. CURRENT LOCATION CONCERT
TAKIBI Acoustic Sessions[ASMR]
  1. Hallelujah
  2. Sleep in Till The Afternoon
  3. You

## 参加ミュージシャン
FIVE NEW OLD
- HIROSHI（ボーカル・ギター）
- WATARU（ギター・キーボード）
- SHUN（ベース）
- HAYATO（ドラムス）

Additional Musicians
- Masato (coldrain)（ボーカル）[Tr.10]
- Daisuke Murakami（サクソフォーン）[Tr.4,5,13]
- Chankeng（トランペット）[Tr.4]
- NAPPI (Hainuwell)（トロンボーン）[Tr.4]

## タイアップ
| 使用年 | 曲名          | タイアップ                                                                           |
| ------ | ------------- | ------------------------------------------------------------------------------------ |
| 2021年 | Light Of Hope | ECCジュニア CMソング                                                                 |
| 2021年 | Hallelujah    | ABCテレビ ドラマL『3Bの恋人 絶対に付き合ってはいけない男たちとの危険な恋物語』主題歌 |
| 2021年 | Summertime    | コーセー「サンカット® プロディフェンス」CMソング                                     |
| 2021年 | Breathin'     | アサヒグループ食品「ミンティア」CMソング                                             |